# Warwickshire
Warwickshire (kiejtése ˈwɒrɨkʃə vagy ˈwɒrɨkʃɪər;  hallgat) Anglia egyik nem-nagyvárosi és ceremoniális megyéje a West Midlands régióban. Északkeletről Leicestershire, északnyugatról Staffordshire, nyugatról Worcestershire és West Midlands, délnyugatról Gloucestershire, délről Oxfordshire, keletről pedig Northamptonshire megyékkel határos. Közigazgatási székhelye Warwick. A ceremoniális és nem-nagyvárosi megye határai megegyeznek egymással.
Lakossága 2014-ben 546 500 fő volt.

## Története
Warwickshire a 11. század elején jött létre, Mercia királyságának felosztásakor. Első említése 1001-ből származik Wæringscīr formában.
A középkorban a grófságnak Coventry városa adta jelentőségét, amely Anglia egyik legfontosabb városa és a közép-angliai textilkereskedelem központja volt. 1451-ben Coventry önálló megyei rangra emelkedett, de 1842-ben visszacsatolták Warwickshire-hez. Az angol polgárháborúban a megye jelentős szerepet játszott, itt zajlott az első nagyobb ütközet a royalisták és a Parlament erői között az edgehilli csatában. Az ipari forradalom idején Warwickshire az ország egyik legiparosodottabb zónájává vált, olyan gazdasági központok fejlődtek ki, mint Birmingham és Coventry.
Az 1972-es közigazgatási reform során Birmingham, Coventry, Solihull és Sutton Coldfield Warwickshire-ből az újonnan létrehozott West Midlands megyéhez került.

## Földrajza
Warwickshire átlagos méretű angol megye, területe 1975 km², észak-déli kiterjedése kb. 100 km. Legmagasabb pontja a 261 méteres Ebrington Hill. Lakosainak többsége az iparosodott északi és középső részén él, míg a déli fele inkább vidékies jellegű és népsűrűsége is kisebb. Nyugati részét valamikor az ardeni erdő borította, amelynek nagy részét az ipari forradalom idején kivágták.
Legnagyobb települései: Nuneaton (81 900 fő),  Rugby (70 600 fő), Royal Leamington Spa (49 500 fő), Bedworth (32 500 fő), Warwick (30 100 fő), Stratford-upon-Avon (25 500 fő) és Kenilworth (22 400 fő).

## Közigazgatás és politika

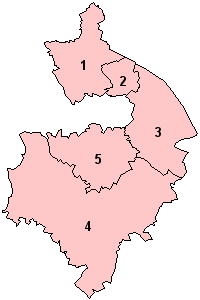
Warwickshire kerületei

Warwickshire területe 5 kerületre oszlik:
1. North Warwickshire
2. Nuneaton and Bedworth
3. Rugby
4. Stratford-on-Avon
5. Warwick

A megye hat képviselőt küldhet a londoni parlament alsóházába. A 2015-ös választás után valamennyi a Konzervatív Párt jelöltje volt.

## Gazdaság
1995 és 2003 között a megye gazdasága 5 milliárdról 8,1 milliárd fontra nőtt. Míg a mezőgazdaság stagnált (153 millióról 159 millió fontra nőtt), az ipar kissé növekedett (1,7 milliárdról 2 milliárdra), a szolgáltató szektor pedig majdnem duplájára bővült (3,2 milliárdról 5,9 milliárd fontra).
Warwickshire-ben található a Codemasters videojátékkészítő cég központja.

## Híres warwickshire-iek

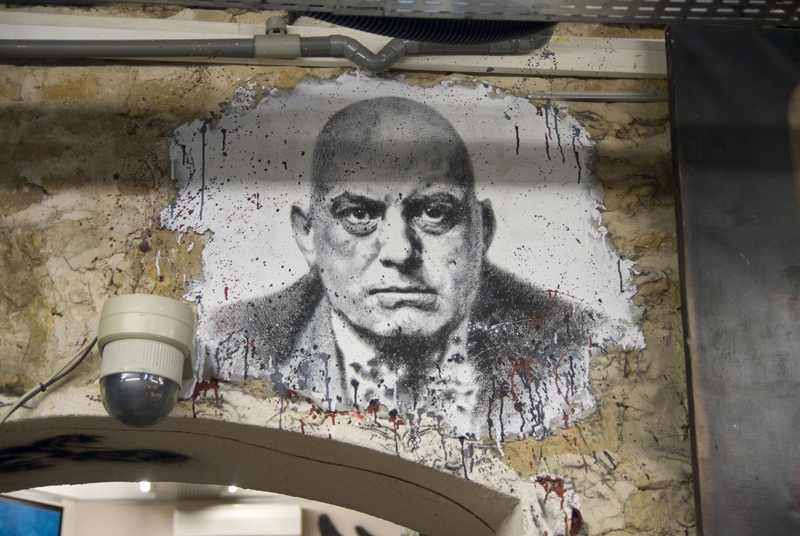
Aleister Crowley

- Jeremy Brett színész
- Rupert Brooke költő
- Aleister Crowley mágus
- Michael Drayton költő
- George Eliot író
- Nehemiah Grew természettudós
- John Hicks közgazdász
- Philip Larkin költő
- Ken Loach filmrendező
- Norman Lockyer csillagász
- Anne Neville királyné
- William Shakespeare drámaíró
- Sophie Turner színész
- Randolph Turpin ökölvívó
- John Wyndham író

## Látnivalók

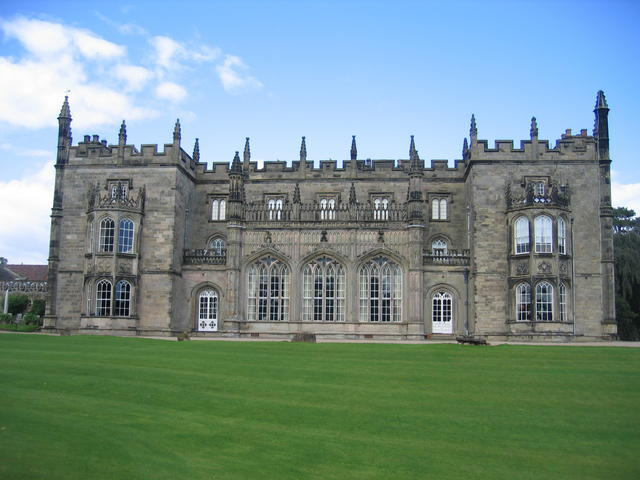
Arbury Hall
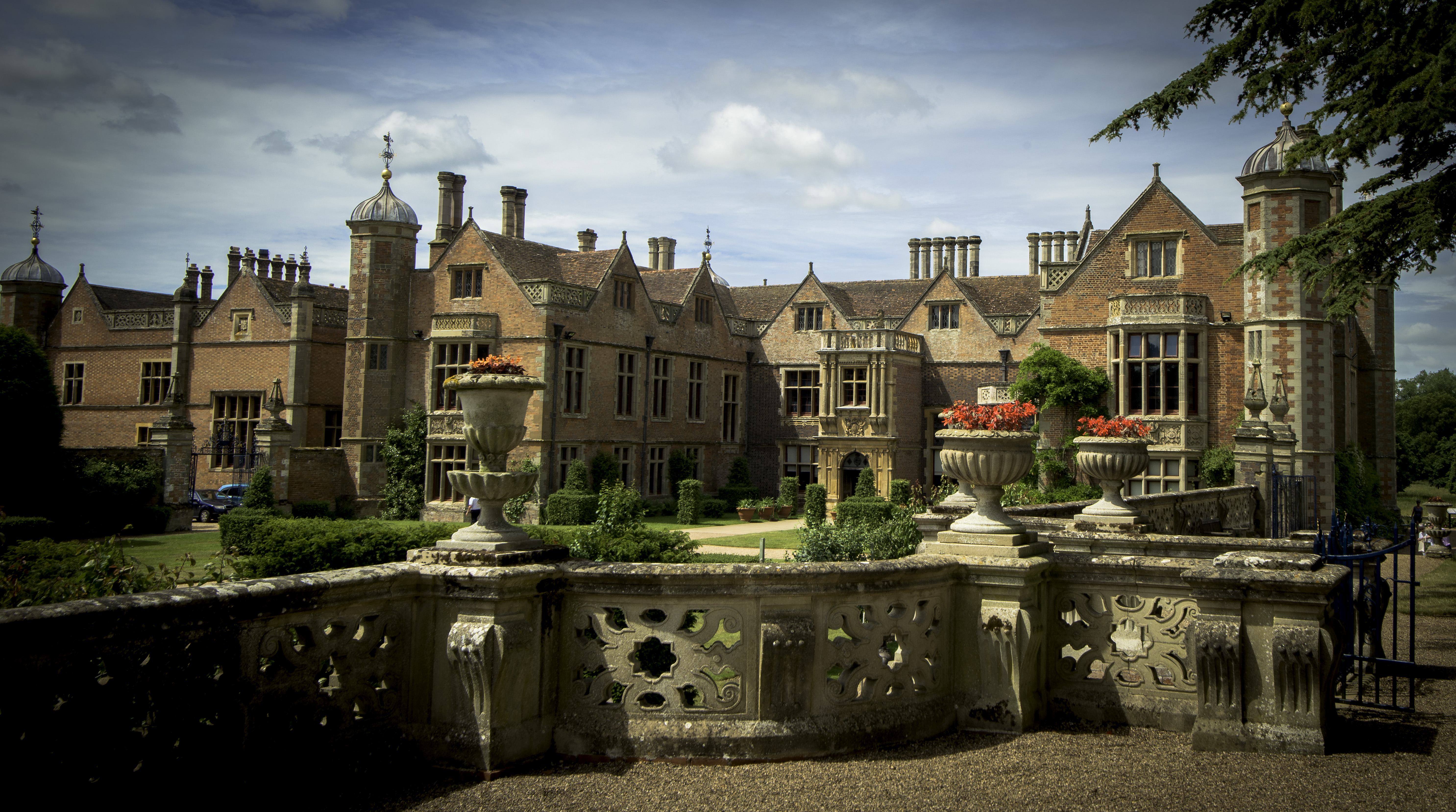
Charlecote Park
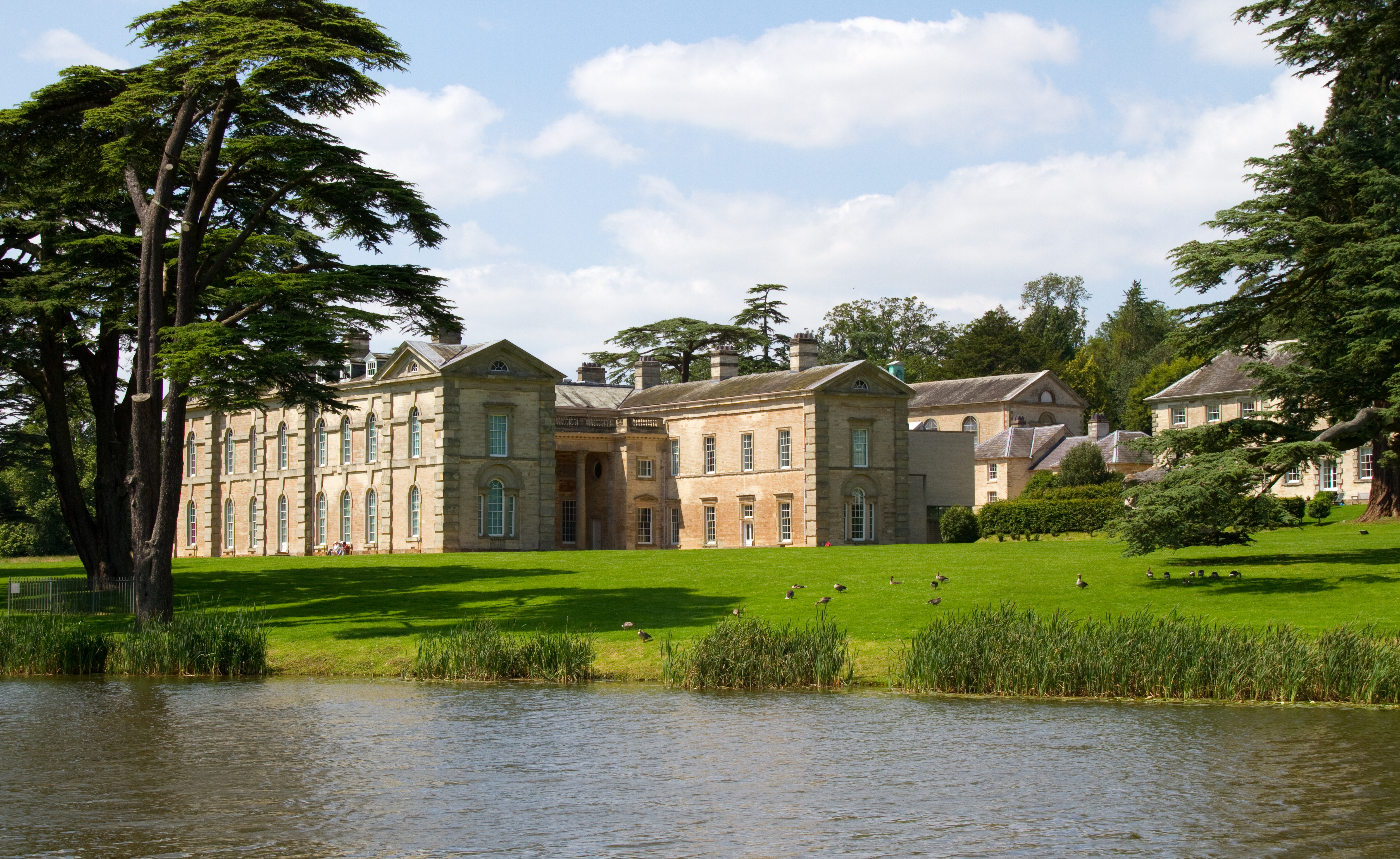
Compton Verney galéria
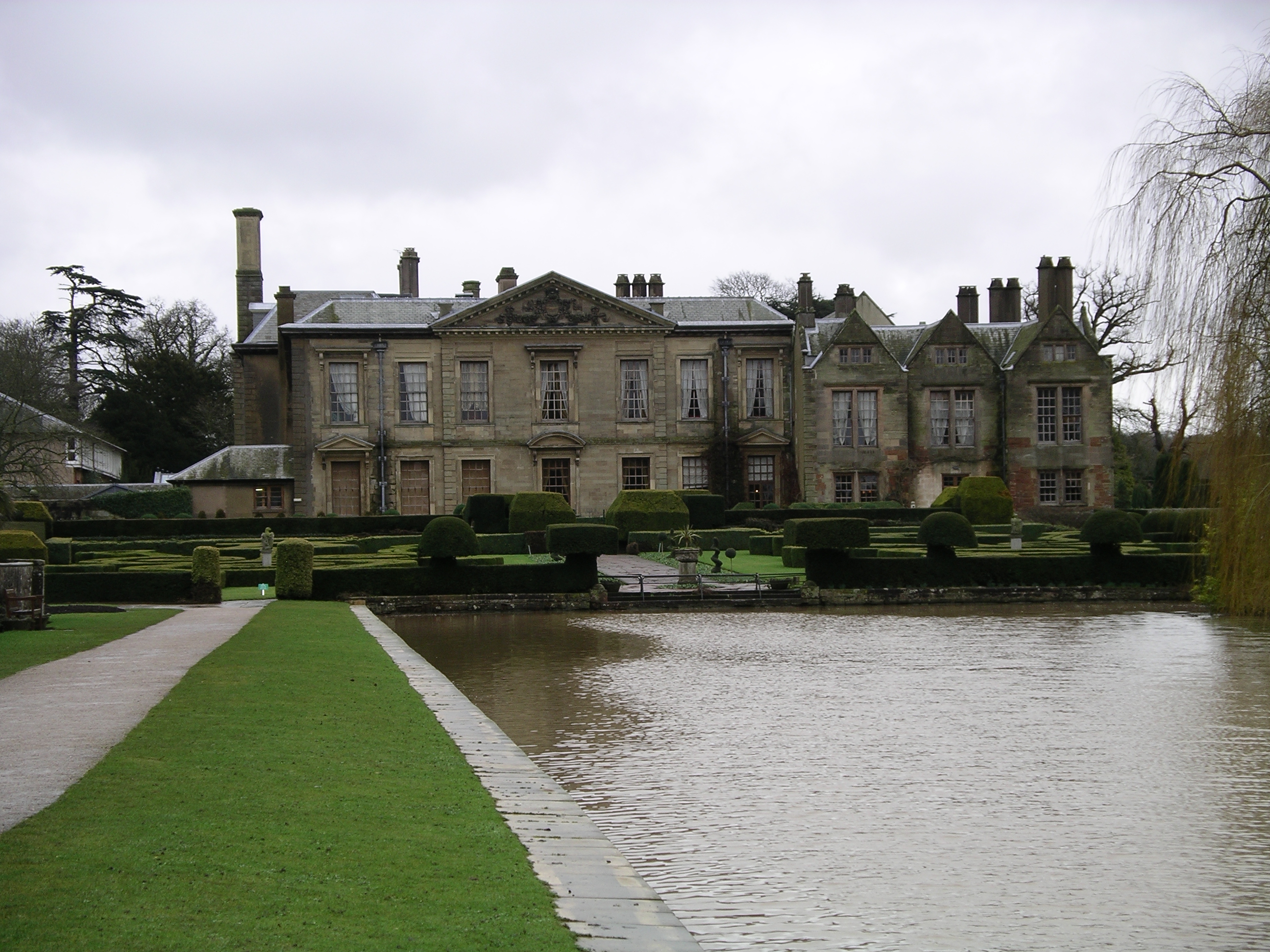
Coombe Abbey
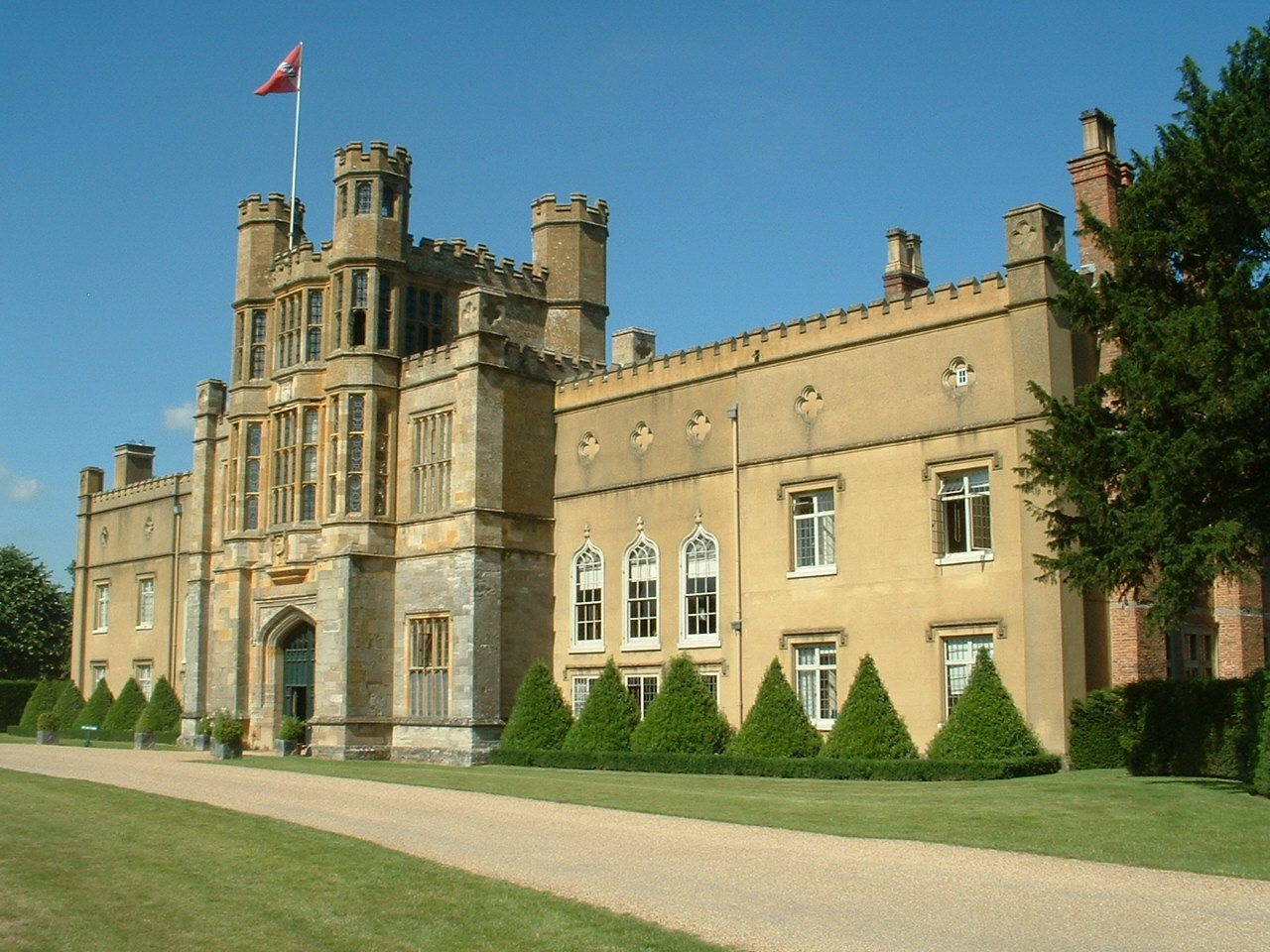
Coughton Court
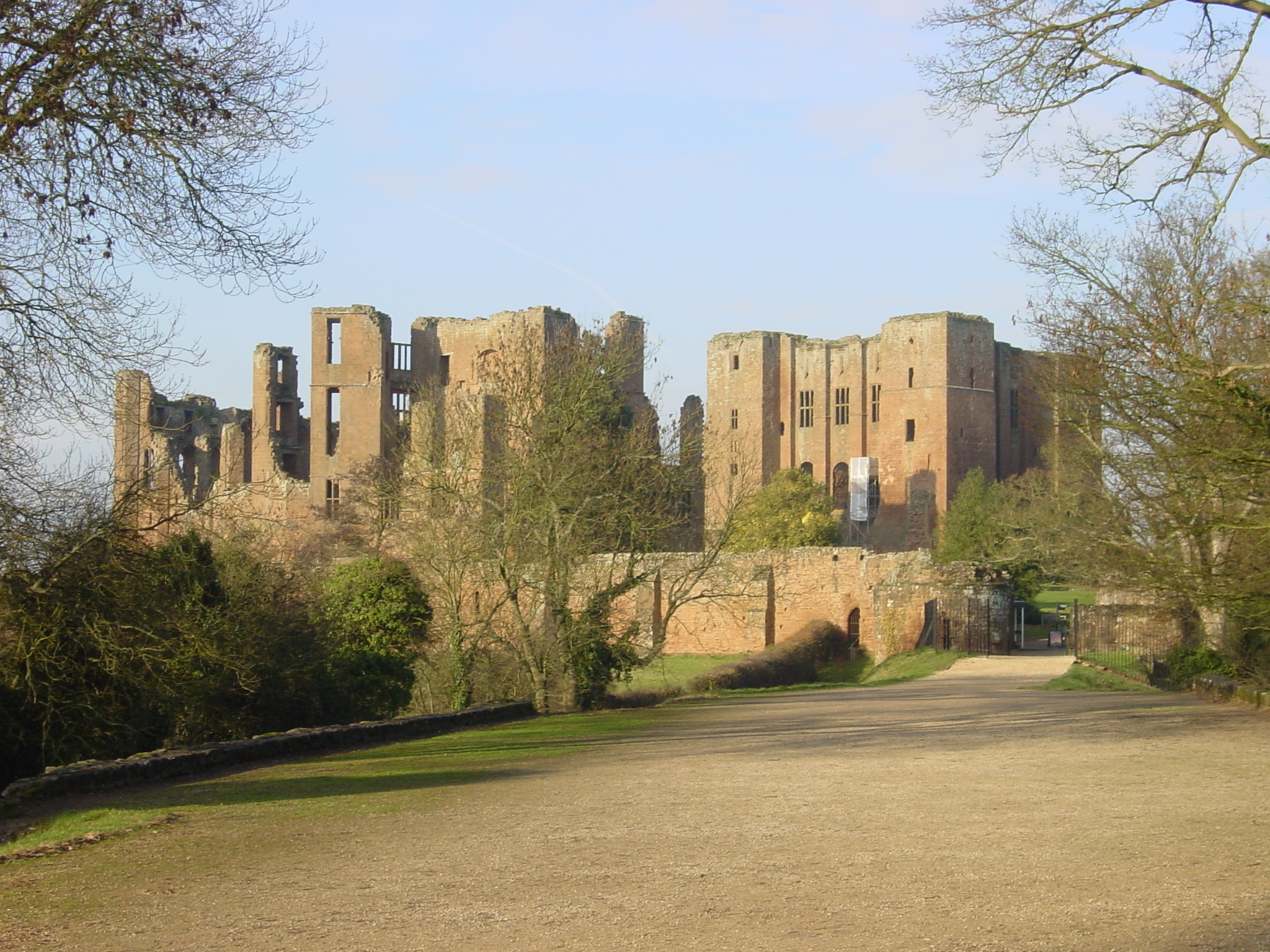
Kenilworth Castle
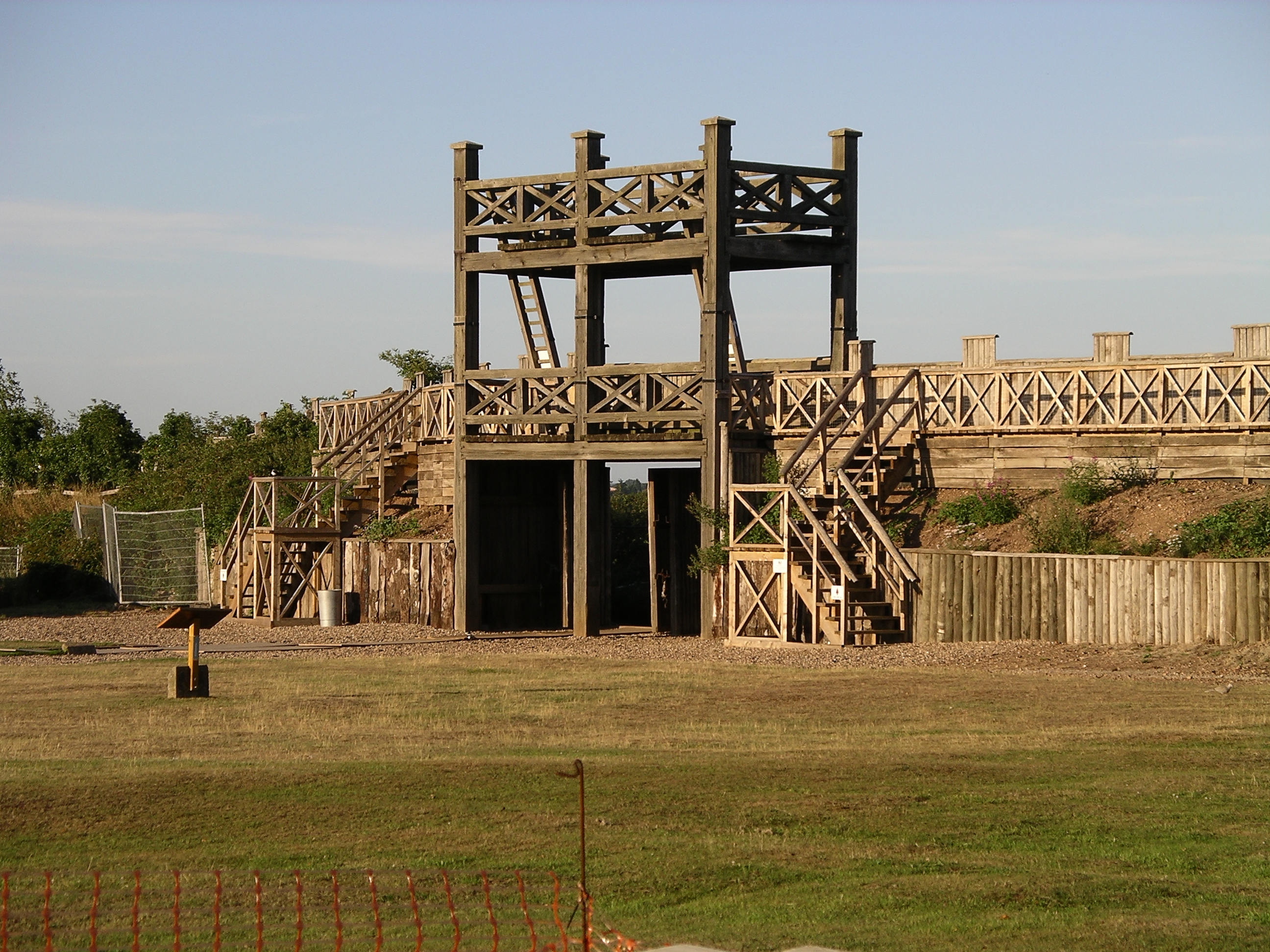
Bagintoni rekonstruált római erőd
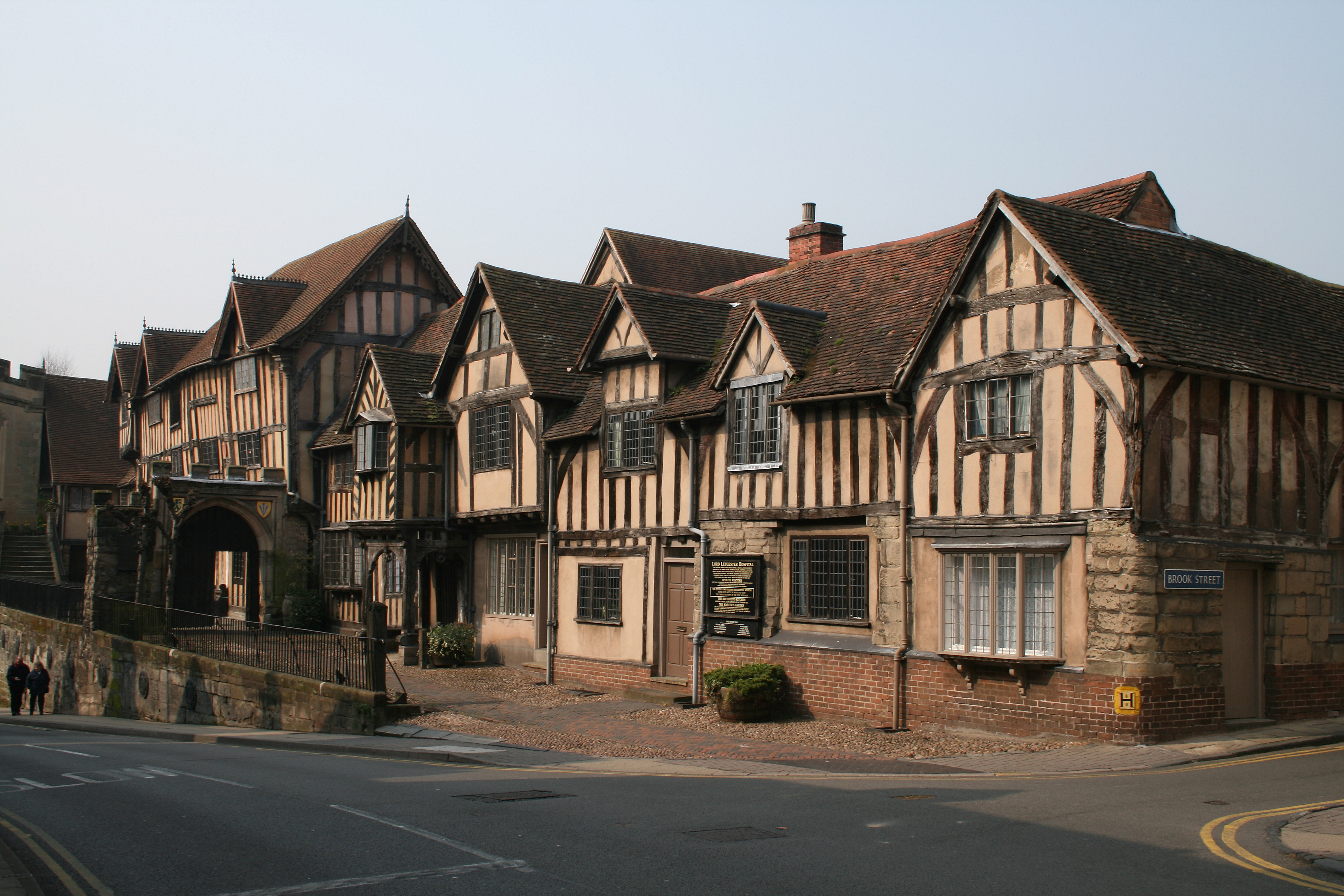
Lord Leycester Hospital
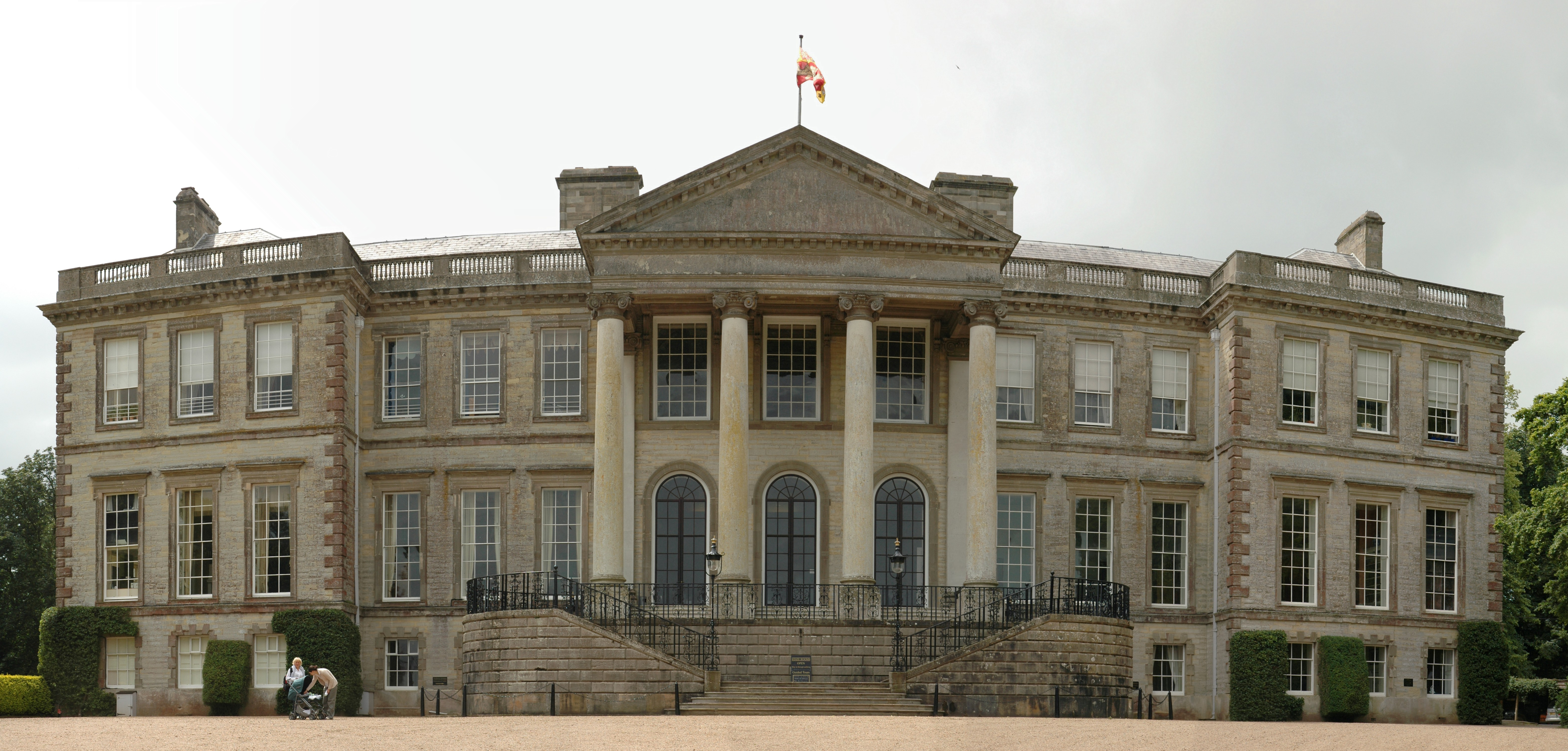
Ragley Hall
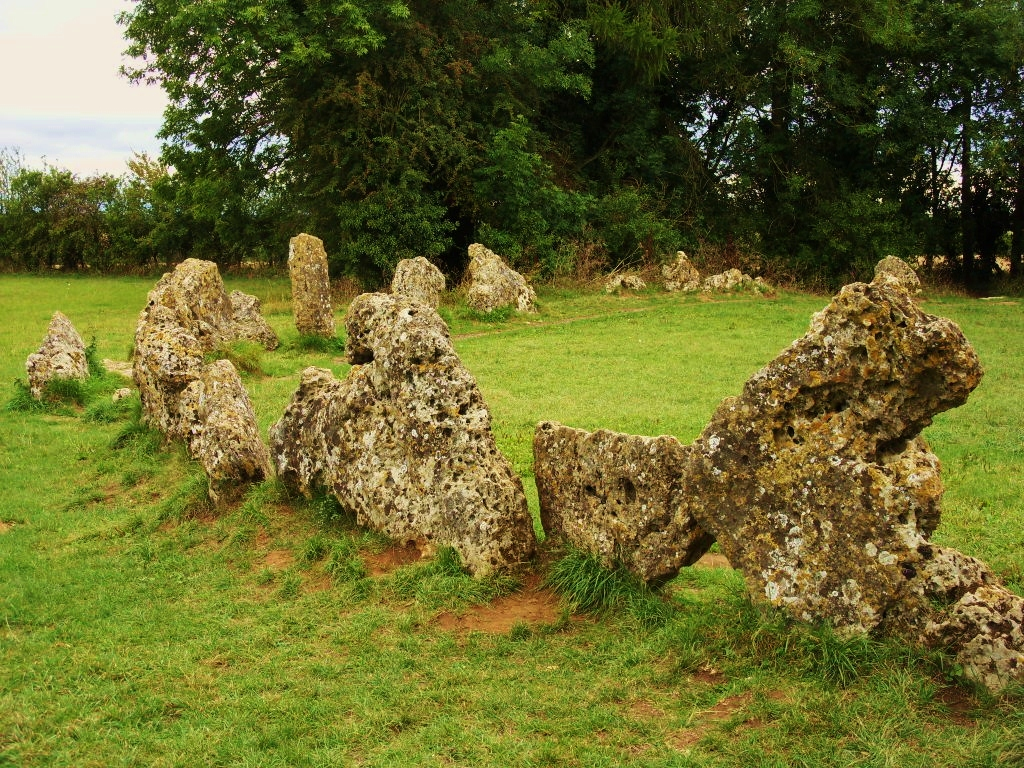
Rollright megalitikus kőkörök
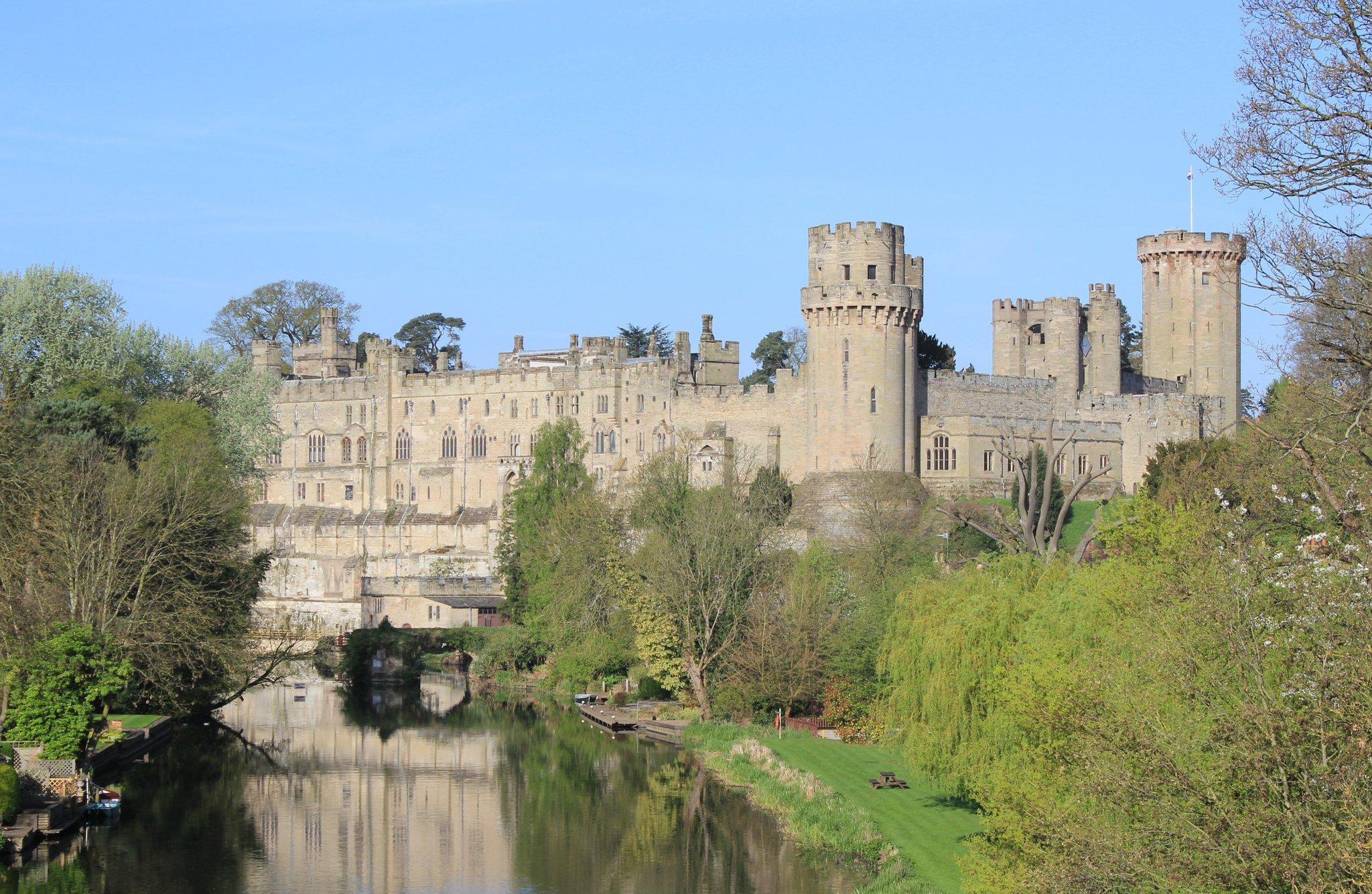
Warwicki vár

## Fordítás
- Ez a szócikk részben vagy egészben  a   Warwickshire című angol Wikipédia-szócikk ezen változatának fordításán alapul.  Az eredeti cikk szerkesztőit annak laptörténete sorolja fel. Ez a jelzés csupán a megfogalmazás eredetét és a szerzői jogokat jelzi, nem szolgál a cikkben szereplő információk forrásmegjelöléseként.